# Dick Bass
Richard Lee Bass (Georgetown, 15 marzo 1937 – Norwalk, 1º febbraio 2006) è stato un giocatore di football americano statunitense che ha giocato nel ruolo di running back per i Los Angeles Rams della National Football League (NFL).  Al college giocò a football alla University of the Pacific.

## Carriera
Bass fu scelto come secondo assoluto dai Los Angeles Rams nel Draft NFL 1959. Giocò con essi per tutta la carriera, venendo convocato per tre Pro Bowl e terminando con 5.417 yard corse, 34 touchdown su corsa e 7 su ricezione. Dopo il ritiro, tra il 1977 e il 1986 lavorò al commento tecnico delle partite per la radio dei Rams.

## Palmarès
- Convocazioni al Pro Bowl: 3

1962, 1963, 1966
- Formazione ideale del 40º anniversario dei Los Angeles Rams

## Statistiche
| Partite            | 112   |
| Yard corse         | 5.417 |
| Touchdown su corsa | 34    |